# Jens Christian Colding
Jens Christian Colding (født 17. juli 1805, død 4. juli 1883) var en dansk læge der nedsatte sig i Svendborg 1832; Han var født i Gislev ved Kværndrup, havde taget doktorgraden i Kiel, 1849 blev han fysikus på Ærø, senere i Flensborg og derpå i Nyborg, tillige var han medlem af den grundlovgivende forsamling. 

## Familie
- Søn af Johan Hendrich Colding (præst med tilnavnet "Kongen af Gislev") og Amalie Gregersine Svitzer.
- Hustru: Cathrine Groot
- Børn: Henriette Lovise Wilhelmine Colding,
- Gregersine Sofie Eleonora Colding,
- Cathrine Groot Colding,
- Johanne Marie Colding,
- Ivara Erika Colding,
- Ottine Frederikke Colding,
- Henrik Groot Colding og
- Pouline Augusta Henriette Groot Colding.

 Der er for få eller ingen kildehenvisninger i denne artikel, hvilket er et problem. Du kan hjælpe ved at angive troværdige kilder til de påstande, som fremføres i artiklen.